# Thabo Sefolosha
Thabo Patrick Sefolosha (Vevey, Švicarska, 2. svibnja 1984.) je švicarski košarkaš koji nastupa za NBA momčad Atlanta Hawks. Primarno igra na poziciji bek šutera, ali može igrati i na poziciji niskog krila.
Sefolosha je živio u pet zemalja, te govori tri jezika (engleski, francuski i talijanski jezik). Rođen je u švicarskom gradu Veveyju od majke Švicarke i oca Južnoafrikanca.

## Europska karijera
Kao mladi igrač, Sefolosha je nastupao za juniorsku reprezentaciju Švicarske. Sa 17 godina započeo je profesionalno igrati košarku za švicarsku momčad Tege Riviera Basket. Jednom prilikom, kada je Sefolosha sa svojom momčadi putovao u Francusku, igrača je spazio tamošnji skaut te ga doveo u francusku momčad Chalon-sur-Saône.
Prvu sezonu u francuskoj momčadi, Sefalosha je proveo u njihovoj U-21 momčadi, preko koje se dolazi do prve momčadi. Dobrim igrama, Sefalosha već sljedeće sezone ulazi u A momčad, gdje je nastupao prema "sustavu rotacije". U 30 odigranih utakmica, imao je prosjek od 4 koša, 3.5 skoka te jednom asistencijom po utakmici.
Sljedeće sezone, Sefalosha igra u startnoj petorci te je pomogao momčadi u osvajanju trećeg mjesta francuskog prvenstva. Momčad je došla do polufinala play-offa. Kroz tu sezonu, švicarski košarkaš napravio je prosjek od 9.4 koševa, 7 skokova i jednom krađom za 30.7 minuta igre po utakmici.
Prije početka nove sezone, zbog igračeva ugovora, došlo je do spora između Sefoloshe i francuske momčadi. Menadžer igrača i predsjednik kluba nisu mogli pronaći zajednički dogovor vezan uz novi ugovor, tako da Sefolosha potpisuje za talijansku momčad Pallacanestro Biella.
Thabo Sefolosha na to se osvrnuo sljedećim riječima: "Prošlo ljeto imao sam priliku ponovo pregovarati s klubom u svezi ugovora. Trebali smo postići dogovor, ali moj agent i predsjednik kluba nisu se mogli dogovoriti oko ugovora. Momčad me htjela zadržati, ali u isto vrijeme imao sam ponudu iz Italije. Tada sam odlučio da je najbolje za moju karijeru da otiđem u Biellu. Da, bilo je malo problema, ali na kraju, sve je OK.""

## NBA

### Chicago Bulls
Na NBA Draftu 2006., Philadelphia 76ers uzela je Sefoloshu u prvoj rundi drafta kao 13. pick. Nakon toga, philadelphijski sastav mijenjao ga je za 16. pick Chicago Bullsa (Rodney Carney).
Sefolosha je za web stranicu Bulls.com izjavio: "Iznenađen sam (misleći na draft) kad je netko izjavio da sam sljedeći koji će biti pickiran. Mislio sam da je pogriješio ili nešto slično. No nekoliko minuta kasnije, dobio sam informaciju da ne samo da ću biti pickiran, nego i mijenjan u Chicago, zbog čega sam stvarno uzbuđen"."
Bivši trener Bullsa, Scott Skiles naveo je da su Sefoloshina dobra igra na poziciji krila te veliko košarkaško iskustvo bili razlozi zašto je doveden u Chicago Bullse. Skiles je to popratio riječima: "Thabo ima velike fizičke predispozicije koje, iskreno rečeno, nema mnogo igrača u ligi. Igrač ima brzi rad rukama te privlaći vašu pozornost dok ga gledate kada igra. Jednostavno možete vidjeti da igra dobro u napadu. Također, možete reći da igrač voli igrati i u obrani.""
Nakon što je završila Ljetna NBA liga, ESPN je pitao nekoliko NBA skauta, neka rangiraju igrače koji su igrali u Ljetnoj ligi. Sefolosha je kao igrač bio visoko rangiran prema izboru skauta. Skauti su svoj odabir Sefoloshe objasnili sljedećim riječima: "On je jednostavno odličan u svemu. Thabo Sefolosha je u mogućnosti da odmah doprinese igri Bullsa".

### Oklahoma City Thunder
19. veljače 2009. Chicago Bulls vrši trade s Oklahoma City Thunderom. Tako Sefolosha odlazi u Oklahomu, a Chicago dobiva pravo na prvi pick na Draftu 2009. Chicago Bulls iskoristio je taj pick za dovođenja Taja Gibsona.
Dobrim igrama u dresu Thundera, Sefolosha je uvršten u All-Defensive drugu petorku lige (2009/10.)
2011. nastupio je lockout, četvrti u povijesti NBA lige tako da je Thabo Sefolosha tijekom listopada potpisao za turski Fenerbahçe Ülker ali s pravom nastupa samo na utakmicama Eurolige. Za istanbulsku momčad je odigrao sedam susreta a u matični klub se vratio na temelju ugovorne klauzule koja mu je omogućavala povratak završetkom lockouta.
S Oklahomom je 2012. nastupio u samom finalu prvenstva čiji je prvak na posljetku postao Miami Heat.

### Atlanta Hawks
Igrač je 15. srpnja 2014. potpisao s Atlantom Hawks koja mu je postala treća NBA momčad u igračkoj karijeri.

## Zanimljivosti
Thabo Sefolosha nastupa za švicarsku košarkašku reprezentaciju. Osim švicarskog, igrač na temelju oca ima i južnoafričku putovnicu.
Thabo Sefolosha nema jednog agenta (kao u Europi) nego ga predstavlja više agenata i to: Guy Zucker, Herman Manakyan, Hirant Manakyan i Michael Naiditch.

## NBA statistika

### Regularni dio
| Godina    | Klub          | Odig. uta. | Uta. poč. | Min. | 2P%  | 3P%  | Sl. bac.% | Skok. | Asist. | Ukr. lop. | Blok. | Koševa |
| --------- | ------------- | ---------- | --------- | ---- | ---- | ---- | --------- | ----- | ------ | --------- | ----- | ------ |
| 2006./07. | Chicago       | 71         | 4         | 12.2 | .426 | .357 | .511      | 2.2   | .8     | .5        | .2    | 3.6    |
| 2007./08. | Chicago       | 69         | 22        | 20.8 | .428 | .330 | .721      | 3.7   | 1.9    | .9        | .4    | 6.7    |
| 2008./09. | Chicago       | 43         | 14        | 17.1 | .434 | .300 | .840      | 2.9   | 1.5    | .8        | .4    | 4.5    |
| 2008./09. | Oklahoma City | 23         | 22        | 31.1 | .417 | .243 | .833      | 5.2   | 2.0    | 1.7       | 1.1   | 8.5    |
| 2009./10. | Oklahoma City | 82         | 82        | 28.6 | .440 | .313 | .674      | 4.7   | 1.8    | 1.2       | .6    | 6.0    |
| Ukupno    |               | 288        | 144       | 21.2 | .431 | .313 | .704      | 3.6   | 1.5    | .9        | .5    | 5.5    |

### Doigravanje
| Godina    | Klub          | Odig. uta. | Uta. poč. | Min. | 2P%  | 3P%  | Sl. bac.% | Skok. | Asist. | Ukr. lop. | Blok. | Koševa |
| --------- | ------------- | ---------- | --------- | ---- | ---- | ---- | --------- | ----- | ------ | --------- | ----- | ------ |
| 2006./07. | Chicago       | 9          | 0         | 11.0 | .385 | .375 | .583      | 1.9   | .8     | .2        | .0    | 3.3    |
| 2009./10. | Oklahoma City | 6          | 6         | 21.2 | .296 | .231 | .889      | 3.0   | 1.2    | .8        | 1.0   | 4.5    |
| Ukupno    |               | 15         | 6         | 15.1 | .340 | .286 | .714      | 2.3   | .9     | .5        | .4    | 3.8    |

## Vanjske poveznice
- ThaboSefolosha.com
- Profil igrača na NBA.com
- Statistika igrača na basketball-reference.com  Arhivirana inačica izvorne stranice od 1. srpnja 2014. (Wayback Machine)
- ThaboSefolosha.ch  Arhivirana inačica izvorne stranice od 25. lipnja 2013. (Wayback Machine)
- 2006-07 NBA statistika
- Reprezentativni nastup igrača protiv Francuske (Video)